# Sticla romană

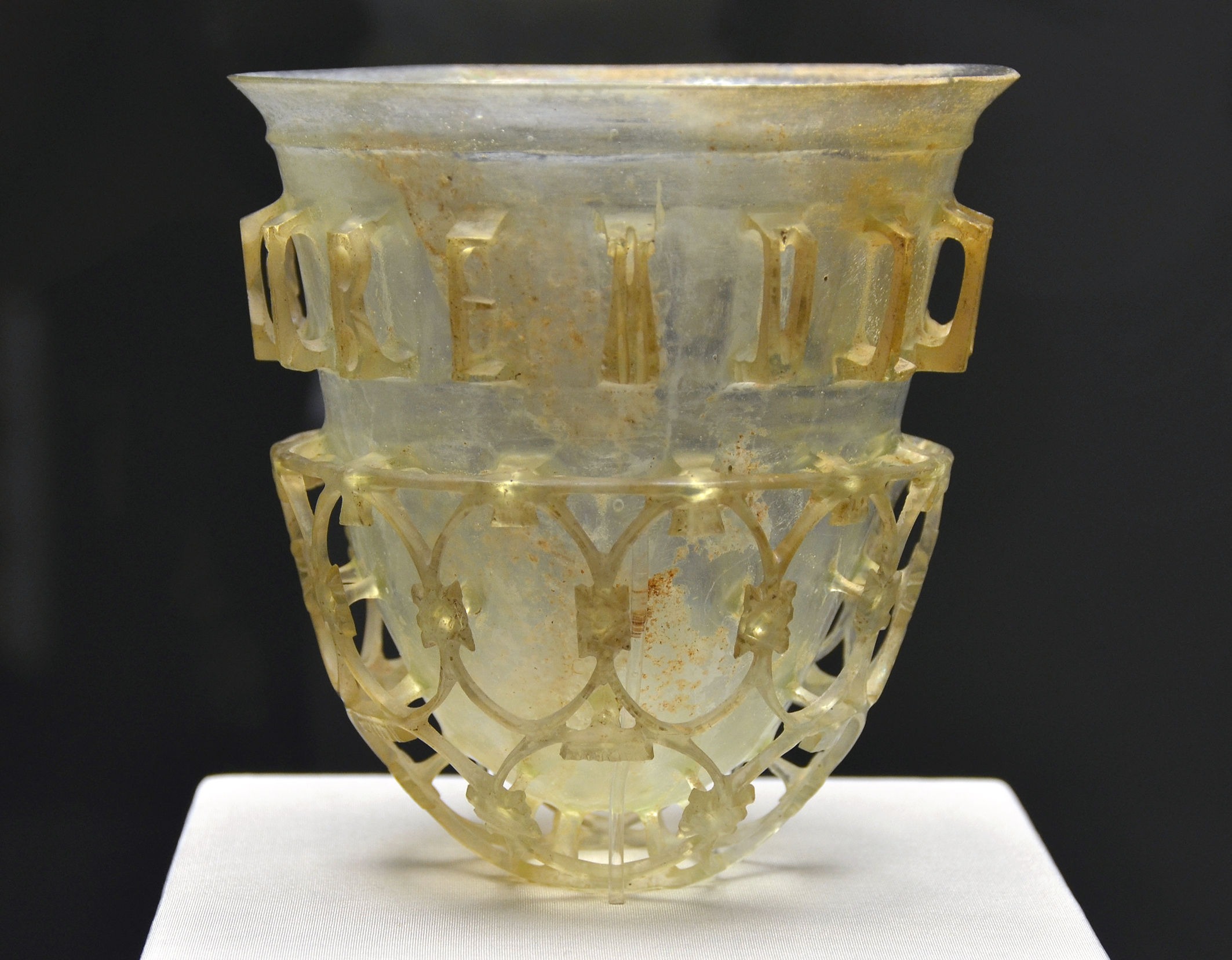
Pahar roman găsit la Köln.

Obiectele din sticlă romană au fost găsite în întregul stat roman în contexte domestice, industriale și funerare. Sticla era folosită în principal pentru producerea de vase, dar și pentru piese de mozaic și pentru ferestre. Metoda de producere a sticlei romane a fost împrumutată de la greci în Perioada Elenistică, care inițial fusese folosită pentru producerea de vase de sticlă viu colorate. În secolul I industria a crescut radical în importanță. În perioada romană este inventată suflarea sticlei. Domină vasele lipsite de culoare (având o nuanță verde-albăstruie). Producerea sticlei era făcută în zone diferite față de prelucrarea acesteia, iar la finalul secolului I producerea și prelucrarea sticlei la nivel larg a făcut sticla, până la momentul respectiv rezervată claselor înalte, un bun accesibil tuturor. Bunurile din sticlă puteau fi foarte complex create, și adesea puteau costa foarte mult.